# Volbers Hünensteine
Volbers Hünensteine (Sprockhoff-Nr. 842 – ook wel Hüven-Nord genoemd) is een goed onderhouden megalithisch bouwwerk van het type Emsländische Kammer. Het is gebouwd in het neolithicum (tussen 3500 en 2800 v.Chr.) en wordt toegeschreven aan de Trechterbekercultuur/
Het ligt op ca. 500 meter ten noorden van Hüven in het Landkreis Emsland in Nedersaksen. Op ca. 1 kilometer afstand ligt Großsteingrab Hüven-Süd, beide hunebedden zijn onderdeel van de Straße der Megalithkultur.
Het oost-west georiënteerde bouwwerk ligt in een ovalen krans. De kamer is 15 meter lang, de breedte is 1,5 meter in het midden en aan de uiteinden versmald dit tot 1 meter. De poortstenen van het ganggraf zijn niet behouden gebleven. Er zijn 25 draagstenen waar nog 8 van de oorspronkelijke 11 of 12 deksenen liggen. De dekheuvel was 22 meter lang en 10 meter breed en is aan de noordelijke kant licht verschoven, maar bijna geheel bewaard gebleven.